# Schwetzingen
Schwetzingen és una ciutat d'Alemanya situada a la vall del Rin, al nord-oest del land de Baden-Württemberg. Està situada a uns 15 km al sud-oest de Heidelberg i a uns 10 km al sud de Mannheim. És una de les cinc ciutats més grans de l'estat de Baden-Württemberg.

## Geografia
Schwetzingen està localitzada a l'àrea de Rin-Neckar a la vall del riu Rin, al costat oest d'Odenwald i a l'est del Rin. Un petit afluent, el Leimbach, que passa per la ciutat, abans de desembocar al Rin.

### Municipis veïns
Els següents municipis envolten la ciutat de Schwetzigen, ordenats seguint el sentit de les agulles del rellotge, començant pel nord són:
Mannheim, Plankstadt, Oftersheim, Hockenheim, Ketsch i Brühl. L'àrea municipal de Schwetzingen es completa amb Oftersheim. Els límits de Plankstadt estan tan sols separats per un carrer de Schwetzingen.

## Història
Schwetzingen va ser mencionat per primer cop a la història l'any 766, exactament al Codex Aureus de Lorsch, el registre del document del monestir de Lorsch. El primer establiment humà en aquest lloc, lògicament, data d'èpoques molt anteriors.
A la nova àrea residencial de Schwetzingen anomenada Schälzig, s'hi troba un dels cementiris més grans dels ceramistes del sud-oest d'Alemanya, va ser descobert l'any 1988. Fa més de 7.000 anys, amb la cultura de l'Edat de Pedra, es van assentar en aquesta zona els primers homes agrícoles sedentaris.
Des de llavors hi ha proves de moltes cultures de la història primerenca prehistòrica i, de l'era cèltica així com l'època de l'ocupació romana i de la tribu germànica del Neckarsweben.
La fundació del lloc data del període Francoalemany, en el que un home possiblement anomenat suezzo es va establir amb els seus descendents al lloc. Del seu nom derivà a "suezzingen", primitiu nom de la ciutat.
El castell de Schwetzingen, llavors era un castell rodejat d'aigua i ben fortificat. Pertanyia als cavallers d'Erligheim. Va ésser documentat per primer cop el 1350. Elisabeth de Schonenberg va concedir l'ús del castell al Palatí Rudolf. D'aquesta manera el castell i les possessions van anar pasaant gradualment al Palatinat. El palatí i els electors posteriors del príncep del Palatinat, que residien a Heidelberg, gaudien venint a Schwetzingen.
Durant la guerra dels 30 anys i el 1689 (guerra de successió dels Orleans), el castell va ser totalment destruït, al mateix temps que desapareixia el Palatinat.
El príncep elector Joan Guillem, l'escut d'armes que adorna l'entrada al castell, el va reconstruir, i el seu successor Carl Phlipp el va convertir en una residència d'estiu.
Però l'era d'oro començà el 1742 quan Carl Theodor arribà a l'oficina. Cada any la cort passava molts mesos a la residència, les activitats de l'edifici a l'àrea del castell estimulà l'economia i el comerç. S'hi van fer molts negocis, i l'any 1759 Schwetzingen es va convertir en el centre de la regió.
La petita població canvià de cara. Al voltant del castell, que en aquell moment marcava el centre de Schwetzingen, i al llarg del carrer de Carl Theodor com a extensió de l'eix Est-Oest del jardí, hi va créixer el nou barri (als voltants de la meitat del segle xviii). Es van unir així l'alta i baixa vila, que eren els dos centres medievals que existien al lloc.
El projecte de l'edifici més gran del segle xviii era l'erecció d'un dels jardins europeus més bonics, el jardí del castell de Schwetzingen.
En una simbiosi única del paisatge del jardí anglès, dissenyat per Lewis von Sckell limita, magistralment amb el perfecte jardí geomètric barroc dissenyat per Nicolau de Pigage. Hi ha nombrosos edificis com el temple de l'Apol·lo o la Mesquita que donen l'evidència de la riquesa de les idees.
El Gran Duc Leopold li va concedir el títol de ciutat el 1833.
Durant el segle xviii s'hi van fundar moltes cerveseries. La indústria del tabac va assolir el seu apogeu al final del segle xix. El creixement de l'espàrrec va portar el desenvolupament d'una indústria conservera eficient.
Amb la construcció de la línia ferroviària de la vall del Rin el 1870 moltes de les primeres indústries es va ubicar a la perifèria meridional de la ciutat.
L'estat industrial més gran encara està al país al costat de l'est de la línia ferroviària al llarg de la Scheffelstraße. Al mateix temps, la ciutat s'ha anat ampliant cap a l'est, en direcció de Heidelberg.
Després de la Segona Guerra Mundial, a la que Schwetzingen va resistir relativament bé, l'estructura industrial va canviar.
En lloc de les dures feines de les fàbriques d'aliments, begudes i tabac, es va passar a una indústria de producció de mida mitjana i s'hi va desenvolupar un fort sector terciari, especialment a causa de l'atractiu turístic de Schwetzingen.

## Climatologia
A la plana del Rin el clima predominantment és humit i càlid. La temperatura mitjana anual és de 10 °C. La mitjana de precipitació anual és de 500 a 700 mm.

## Demografia

### Població
Les dades no oficials són estimades 
| Any                  | Població |
| -------------------- | -------- |
| 1726                 | 420      |
| 1784                 | 1.784    |
| 1800                 | 2.090    |
| 1850                 | 2.900    |
| 1 de desembre 1871   | 3.862    |
| 1 de desembre 1880 ¹ | 4.649    |
| 1 de desembre 1890 ¹ | 5.116    |
| 1 de desembre 1900 ¹ | 6.432    |
| 1 de desembre 1910 ¹ | 7.876    |
| 8 d'octubre 1919 ¹   | 9.146    |
| 16 de juny 1925 ¹    | 9.341    |
| 16 de juny 1933 ¹    | 10.016   |

| Any                   | Població |
| --------------------- | -------- |
| 17 de maig 1939 ¹     | 10.983   |
| Desembre 1945 ¹       | 11.129   |
| 13 de setembre 1950 ¹ | 14.068   |
| 6 de juny 1961 ¹      | 14.992   |
| 27 de maig 1970 ¹     | 16.508   |
| 31 de desembre 1975   | 18.296   |
| 31 de desembre 1980   | 18.384   |
| 27 de maig 1987 ¹     | 17.729   |
| 31 de desembre 1990   | 19.098   |
| 31 de desembre 1995   | 21.872   |
| 31 de desembre 2000   | 22.267   |
| 31 de desembre 2005   | 22.345   |
| Març 2009             | 21.377   |

¹ Cens oficial

## Política

### Institucions públiques
A Schwetzingen hi ha el tribunal del districte, l'oficina d'un notari, un servei d'assumptes interns, una oficina de duana i un departament de personal.

### Batlles
- 1833 – 1838: Daniel Helmreich
- 1838 – 1851: Carl Welde
- 1851 – 1855: Josef Vetter
- 1855 – 1865: Johann Wilhelm Ihm
- 1865 – 1883: Heinrich Wittmann
- 1883 – 1898: Karl Mechling
- 1898 – 1904: Heinrich Häfner
- 1904 – 1910: Jean Wipfinger
- 1910 – 1914: Wilfried Hartmann
- 1914 – 1923: Jakob Reinhard
- 1914 – 1918: Georg Pitsch
- 1923 – 1929: Johannes Götz
- 1929 – 1930: Leopold Stratthaus
- 1930 – 1933: Dr. Arthur Trautmann
- 1933 – 1945: Arthur Stober
- 1945: Ernst Karl

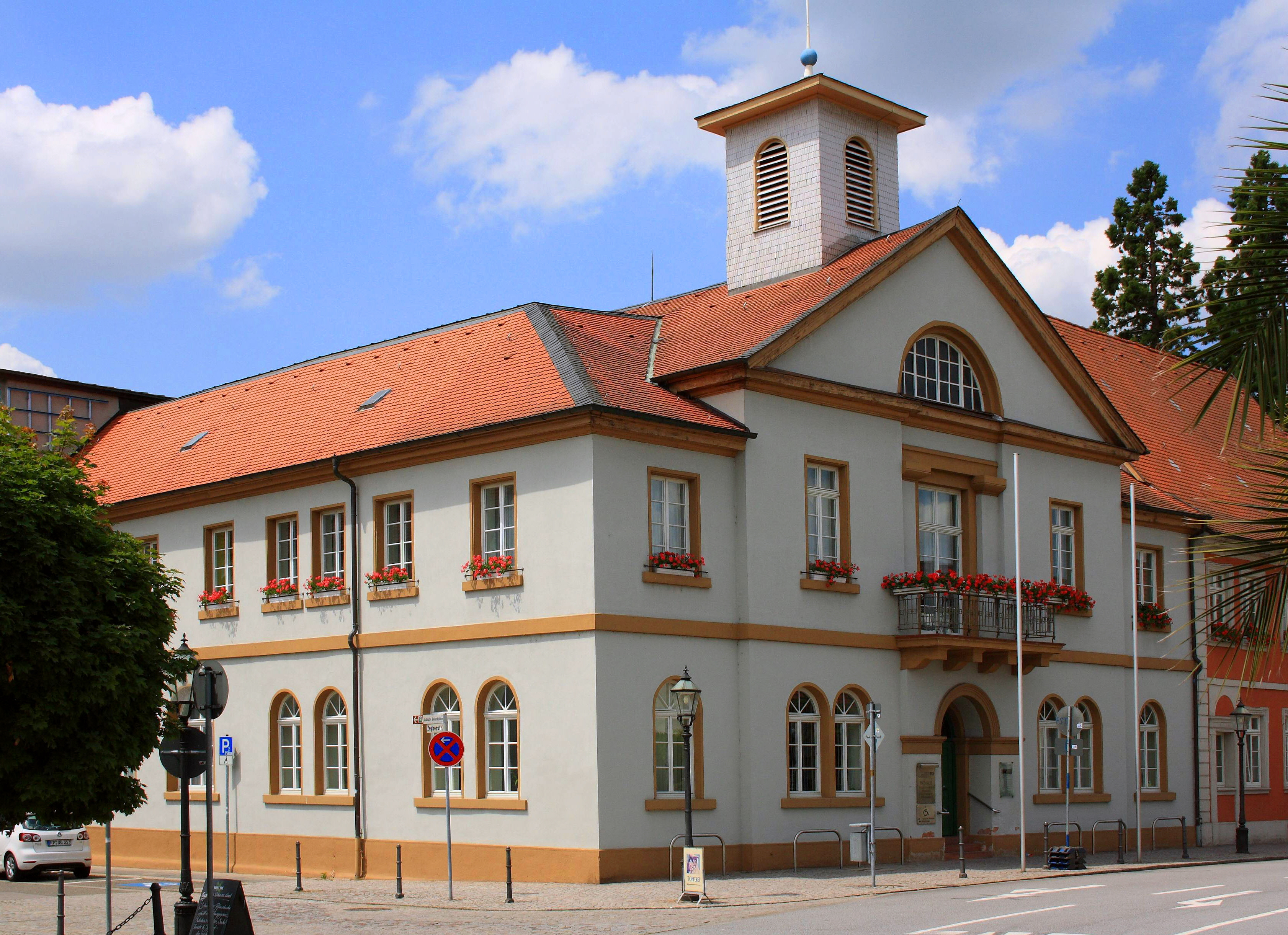
Casa de la Vila

- 1945 – 1948: Dr. Valentin Gaa (CDU)
- 1948 – 1954: Franz Dusberger
- 1954 – 1961: Hans Kahrmann
- 1961 – 1962: Adolf Schmitt
- 1962 – 1981: Kurt Waibel
- 1981 – 1982: Walter Bährle
- 1982 – 1998: Gerhard Stratthaus (CDU)
- 1999 – 2007: Bernd Kappenstein (CDU)
- 2007 – 2008: Bernd Junker (SWF 97)
- des de 2008: René Pöltl (Independent)

### Composició del Ple (2009-2014)
|        | Partit | Regidors |
| ------ | ------ | -------- |
|        | CDU    | 7        |
|        | SWF 97 | 6        |
|        | SPD    | 5        |
|        | FW     | 4        |
|        | Verds  | 2        |
|        | FDP    | 2        |
| Totals | Totals | 26       |

### Escut d'armes
L'escut d'armes de Schwetzingen consisteix en un escut dividit per la meitat. A la mitat superior un lleó d'or sobre un fons negre i a la mitat inferior hi ha un anell de plata sobre fons blau. La bandera de la ciutat és blanca i blava. El lleó simbolitza l'Electorat Palatí, del que Schwetzingen en fou membre fins al 1803. L'anell era al principi d'una roda que prové del segell d'un habitant que tenia contactes al castell de Schwetzingen.

### Ciutats agermanades
Schwetzingen està agermanada amb: 
- Lunéville, França, des de 1969
- Pápa, Hongria, des de 1992
- Spoleto, Itàlia, des de 2005

## Infraestructures i eduacació

### Transports

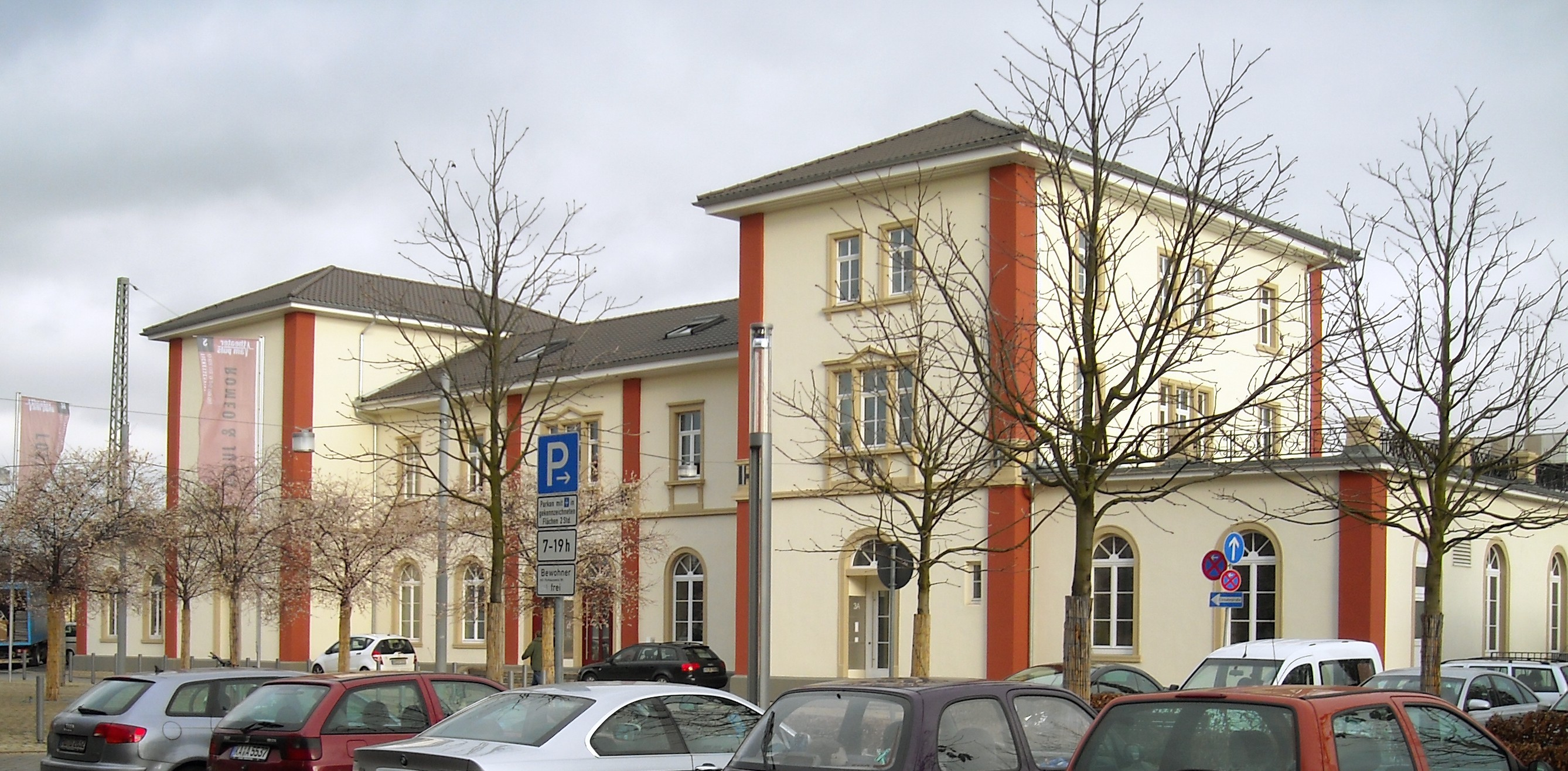
Estació de Schwetzingen (Desembre de 2008)

La ciutat de Schwetingen es troba comunicada a través d'autopistes amb Heidelberg (A5) i amb Hockenheim i Mannheim (A6).
Des de 1870 es troba connectada amb la línia ferroviària "Mannheim - Karlsruhe".

### Mitjans de comunicació
A Schwetzingen es publica el diari local anomenat: "Schwetzinger Zeitung", que és editat pel "Mannheimer Morgen".

### Educació
La ciutat disposa de: "Hebel Gymnasium", "Karl-Friedrich-Schimper-Realschule", "Hilda Hauptschule", quatre escoles primàries: "Grundschule Hirschacker", "Johann-Michael-Zeyher Grundschule", "Nordstadt-Grundschule" i Südstadt-Grundschule". També hi ha una escola especial, la "Kurt-Waibel-Förderschule". A més a més hi ha dos escoles tècniques: "Carl-Theodor" i "Erhart-Schott-School" i una escola per a discapacitats psíquics: "Comenius". A l'esquerra del castell de Schwetzingen hi ha un col·legi avançat tècnic per a l'administració de justícia, mantinguda per l'estat de Baden-Württemberg.

## Art i cultura

### Palau de Schwetzingen

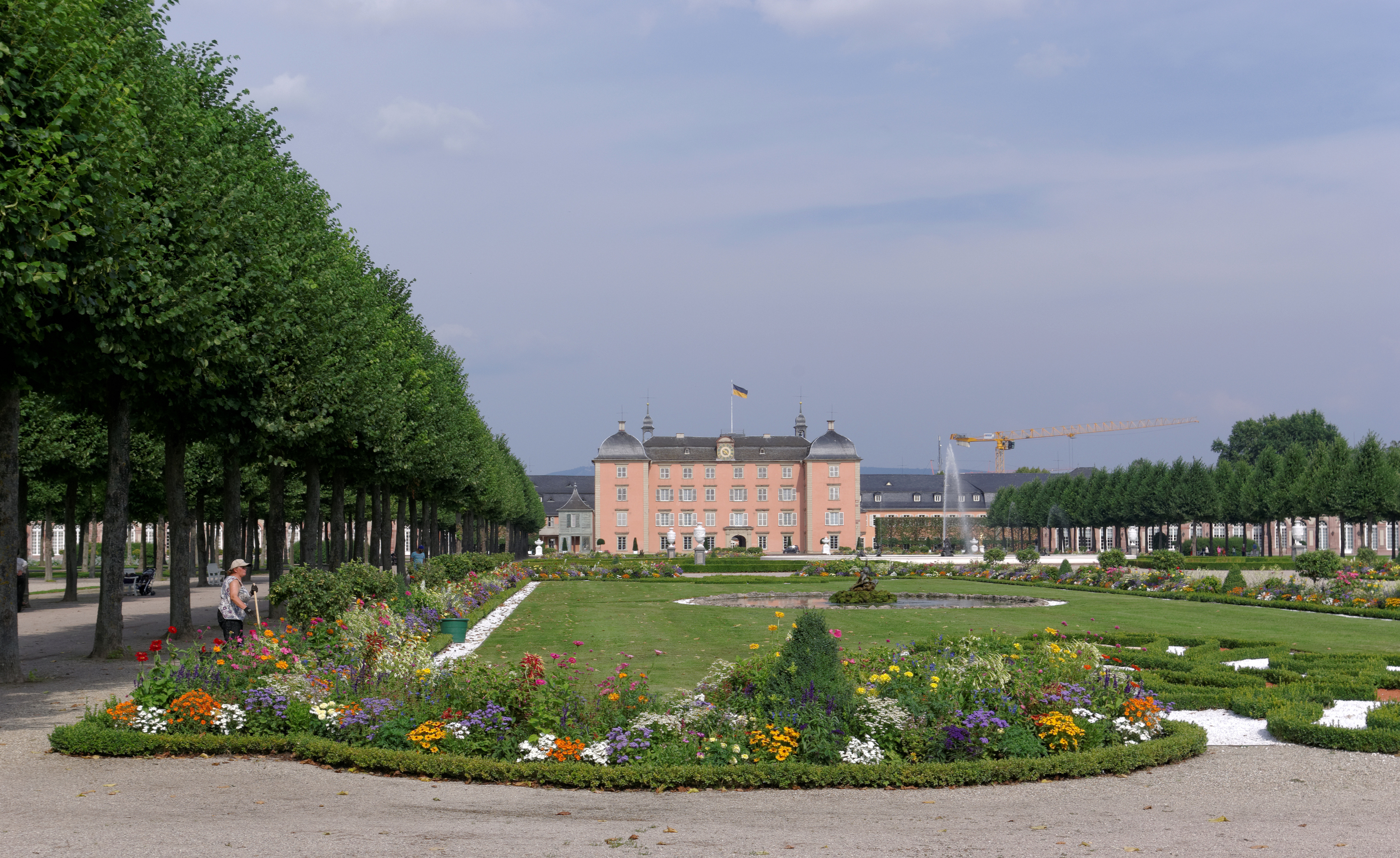
Vista del Palau i dels jardins

El Palau de Schwetzingen era la residència d'estiu dels príncips del Palatinat Carles Felip i Carles Teodor. Era una de les 3 residències palatines, les altres són Heidelberg i Mannheim. El 2007 es va proposar el reconeixement de la Residència Estiuenca de Schwetzingen com a Patrimoni de la Humanitat de la UNESCO.

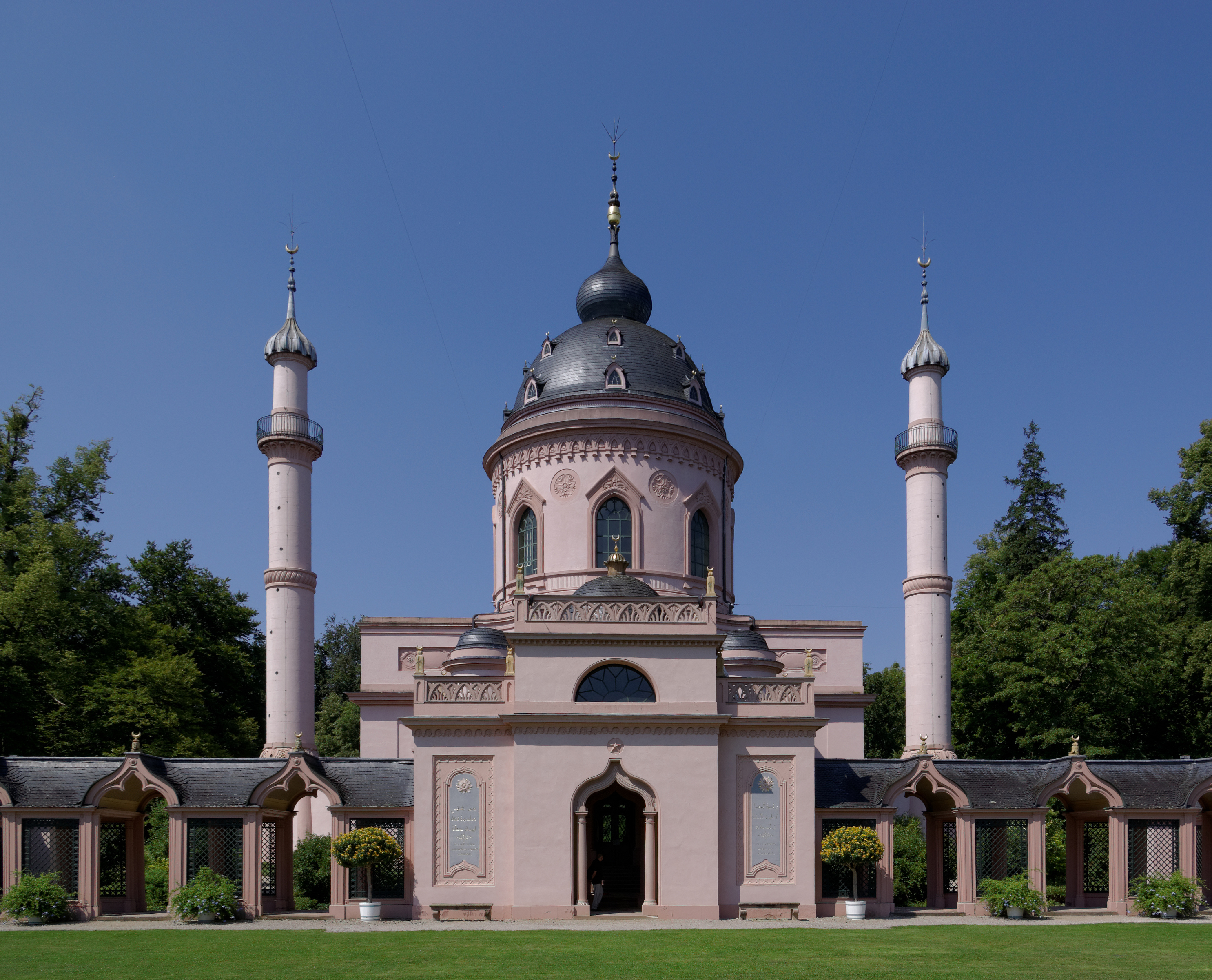
La Mesquita

La situació de Jardí de Schwetzingen és única pel que fa al seu disseny i conservació. Al contrari del que passa a la majoria dels jardins del palau, els antics estils de jardineria no s'han vist reemplaçats -i d'aquesta forma destruïts o canviats- pels nous. A Schwetzingen, el caràcter dels antics i formals jardins francesos s'ajusta perfectament amb els jardins paisatgístics moderns segons el model anglès.
El Jardí de Schwetzingen era, amb excepció de l'àrea del voltant dels banys, accessible a tota la població ja en època dels prínceps electors, en aquells temps inclòs sense cost d'entrada. Una ordenança regia l'adequat comportament dels visitants.

### Esglésies

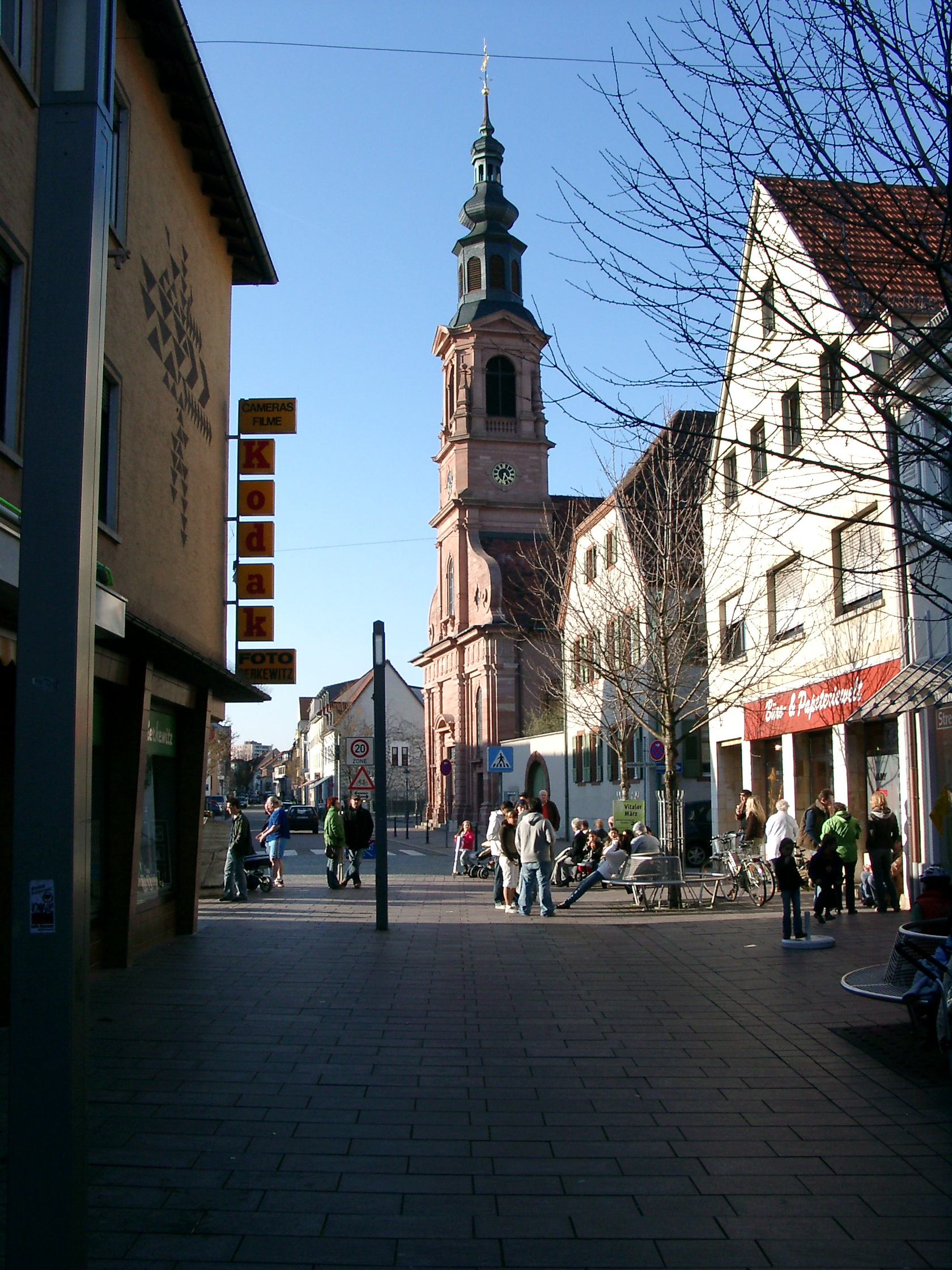
Església Evangelista

A la ciutat s'hi troben les següents esglésies:
- Església catòlica de "San Pankratius" (1736-1738, modificada i ampliada entre 1763-1765)
- Església catòlica de Santa Maria (1958)
- Esglásia catòlica de Sant Josep (1756, ampliada amb una torre entre 1884-1888, tornada a ampliar entre 1912-1913)
- Església Evangèlica Melanchthon (1964)

## Fills il·lustres
- Rudolf Louis (1870-1914) compositor i escriptor musical.
- Franz Danzi

### Esdeveniments regulars

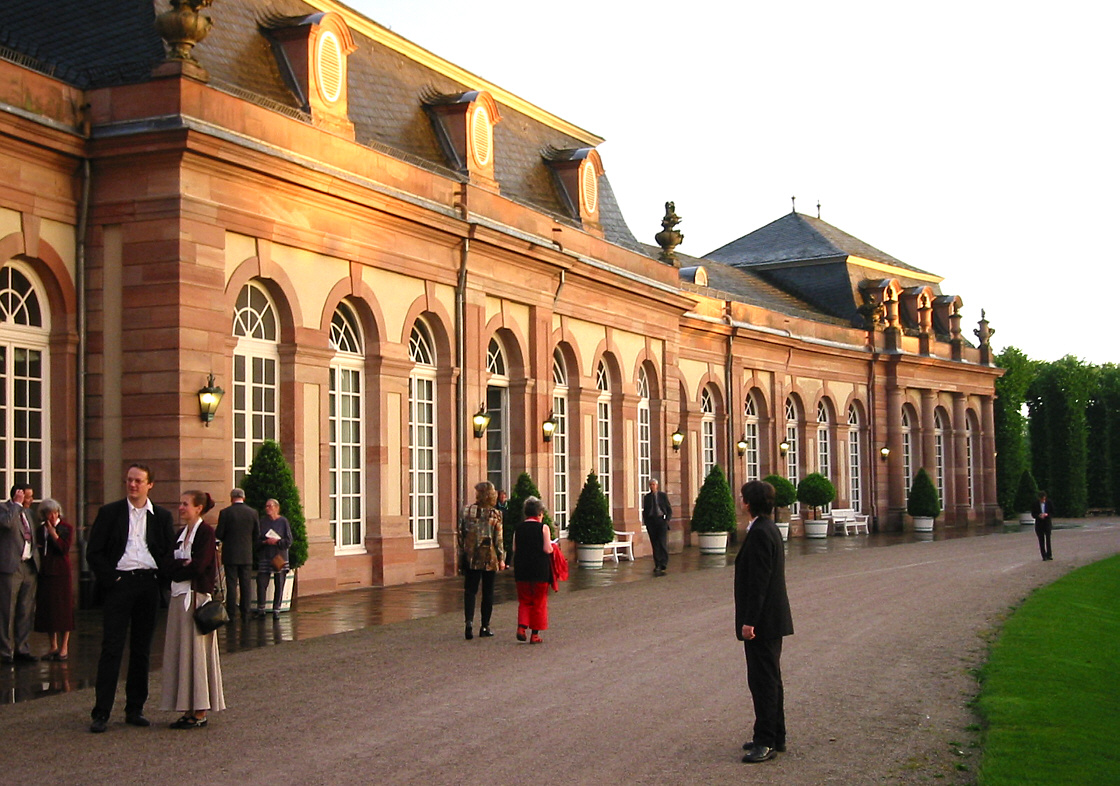
Festival musical al Palau (2002)

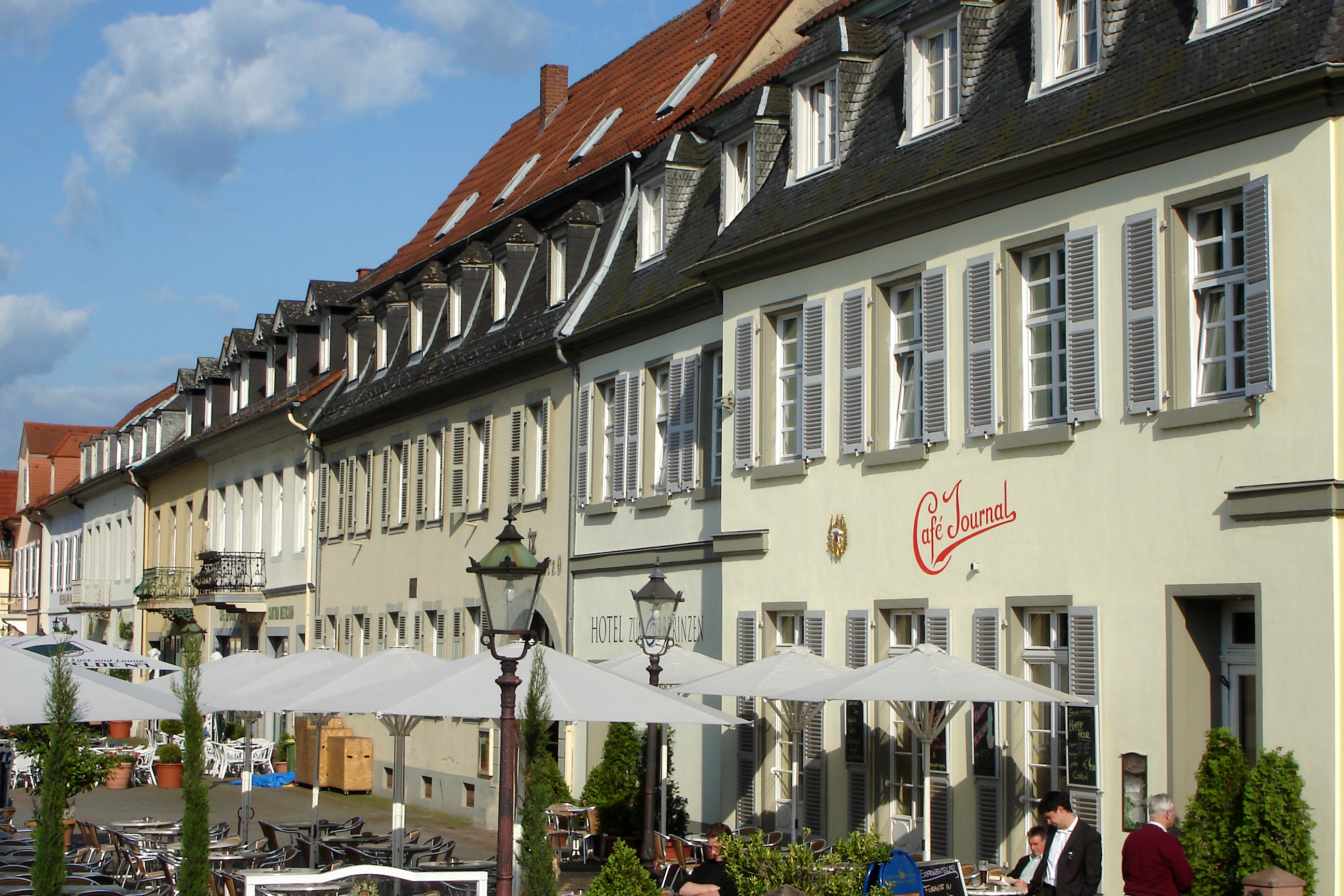
Façana de la Schlossplatz

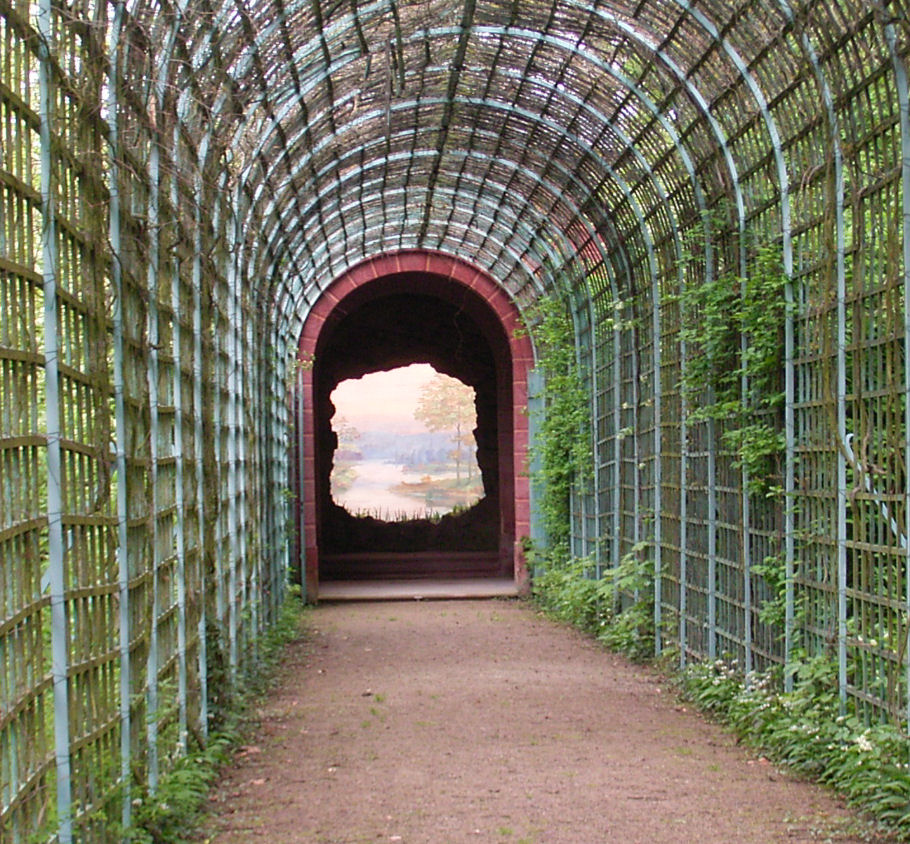
Passatge del Parc de Schwetzingen

- Setembre/Octubre: Mozartfestival (Festival de Mozart)
- Schwetzinger Festspiele, festival musical
- Concurs d'elegància europeu
- La Festa a la Plaça del Castell Arxivat 2008-08-28 a Wayback Machine.
- Festa dels Espàrrecs
- Festa Mexicana
- Fira de Nadal